# Мейсон (Техас)
Мейсон (англ. Mason) — місто (англ. city) в США, в окрузі Мейсон штату Техас. Населення — 2121 особа (2020).

## Географія
Мейсон розташований за координатами 30°44′52″ пн. ш. 99°13′43″ зх. д. / 30.74778° пн. ш. 99.22861° зх. д. (30.747713, -99.228603).  За даними Бюро перепису населення США в 2010 році місто мало площу 9,55 км², з яких 9,46 км² — суходіл та 0,08 км² — водойми.

### Клімат
| Клімат : Мейсон              | Клімат : Мейсон | Клімат : Мейсон | Клімат : Мейсон | Клімат : Мейсон | Клімат : Мейсон | Клімат : Мейсон | Клімат : Мейсон | Клімат : Мейсон | Клімат : Мейсон | Клімат : Мейсон | Клімат : Мейсон | Клімат : Мейсон | Клімат : Мейсон |
| Показник                     | Січ.            | Лют.            | Бер.            | Квіт.           | Трав.           | Черв.           | Лип.            | Серп.           | Вер.            | Жовт.           | Лист.           | Груд.           | Рік             |
| Абсолютний максимум, °C      | 31,1            | 37,8            | 36,7            | 37,8            | 40,6            | 42,2            | 41,7            | 42,8            | 42,2            | 37,8            | 33,3            | 31,1            | 42,8            |
| Середній максимум, °C        | 15,6            | 18,3            | 22,8            | 26,7            | 29,4            | 32,8            | 35,0            | 34,4            | 31,7            | 26,7            | 21,1            | 16,1            | 25,9            |
| Середня температура, °C      | 7,2             | 10,0            | 13,9            | 18,3            | 22,2            | 26,1            | 27,8            | 27,2            | 24,4            | 18,9            | 13,3            | 8,3             | 18,2            |
| Середній мінімум, °C         | −0,6            | 1,7             | 5,6             | 10,0            | 15,0            | 19,4            | 20,6            | 20,0            | 17,2            | 11,1            | 5,6             | 0,6             | 10,5            |
| Абсолютний мінімум, °C       | −14,4           | −16,1           | −11,7           | −3,9            | 2,2             | 7,8             | 12,2            | 10,6            | 2,2             | −3,3            | −10             | −16,1           | −16,1           |
| Норма опадів, мм             | 23              | 50              | 44              | 52              | 84              | 102             | 51              | 64              | 76              | 76              | 53              | 35              | 710             |
| ---------------------------- | --------------- | --------------- | --------------- | --------------- | --------------- | --------------- | --------------- | --------------- | --------------- | --------------- | --------------- | --------------- | --------------- |
| Джерело: The Weather Channel |                 |                 |                 |                 |                 |                 |                 |                 |                 |                 |                 |                 |                 |

## Демографія
Згідно з переписом 2010 року, у місті мешкало 2114 осіб у 933 домогосподарствах у складі 582 родин. Густота населення становила 221 особа/км².  Було 1118 помешкань (117/км²).
Расовий склад населення:
| - 90,1 % — білих - 0,6 % — чорних або афроамериканців - 0,3 % — корінних американців - 0,2 % — азіатів - 7,3 % — осіб інших рас |

До двох чи більше рас належало 1,5 %. Частка іспаномовних становила 33,0 % від усіх жителів.
За віковим діапазоном населення розподілялося таким чином: 23,2 % — особи молодші 18 років, 53,4 % — особи у віці 18—64 років, 23,4 % — особи у віці 65 років та старші. Медіана віку мешканця становила 46,0 року. На 100 осіб жіночої статі у місті припадало 91,3 чоловіків;  на 100 жінок у віці від 18 років та старших — 88,2 чоловіків також старших 18 років.
Середній дохід на одне домашнє господарство  становив 35 228 доларів США (медіана — 28 685), а середній дохід на одну сім'ю — 45 668 доларів (медіана — 36 685). Медіана доходів становила 27 083 долари для чоловіків та 17 232 долари для жінок. За межею бідності перебувало 24,8 % осіб, у тому числі 35,3 % дітей у віці до 18 років та 23,2 % осіб у віці 65 років та старших.
Цивільне працевлаштоване населення становило 980 осіб. Основні галузі зайнятості: будівництво — 22,6 %, сільське господарство, лісництво, риболовля — 16,0 %, освіта, охорона здоров'я та соціальна допомога — 14,5 %.